# 立石寺

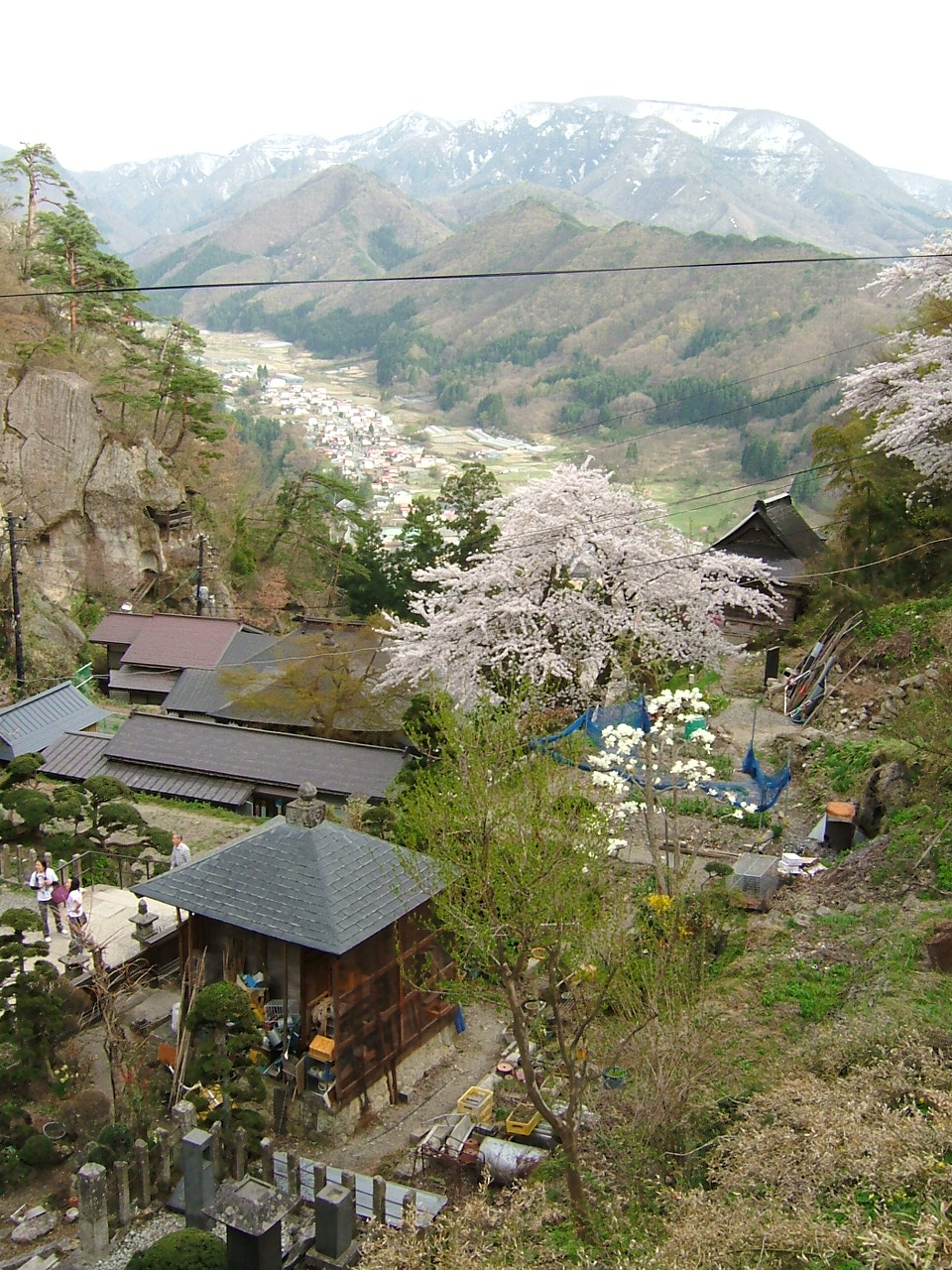
春季於山寺頂附近

立石寺是位在日本山形縣山形市之天台宗寺院。以山寺之名聞名。

## 历史
貞觀2年（860年）時圆仁（慈覺大師）創寺開始修行與傳承。
元禄2年（1689年）松尾芭蕉旅途中曾到訪，吟詠俳句（；(Sizukasa ya iwani simi-iru semi-no-koe)，意指「山林幽靜中，蟬鳴浸滲岩石裡」），銘刻於參道之句碑上。

## 文化財
重要文化財
- 立石寺中堂（根本中堂）（建造物、1908年4月23日指定）
- 立石寺三重小塔（建造物、1952年7月19日指定）
- 木造藥師如来坐像（彫刻、1966年6月11日指定）
- 木造慈覺大師頭部・木棺（彫刻、2006年6月9日指定）
- 天養元年如法經所碑（考古資料、1915年3月26日指定）

名勝、史跡
- 山寺（1932年3月25日指定）

## 山寺之風景

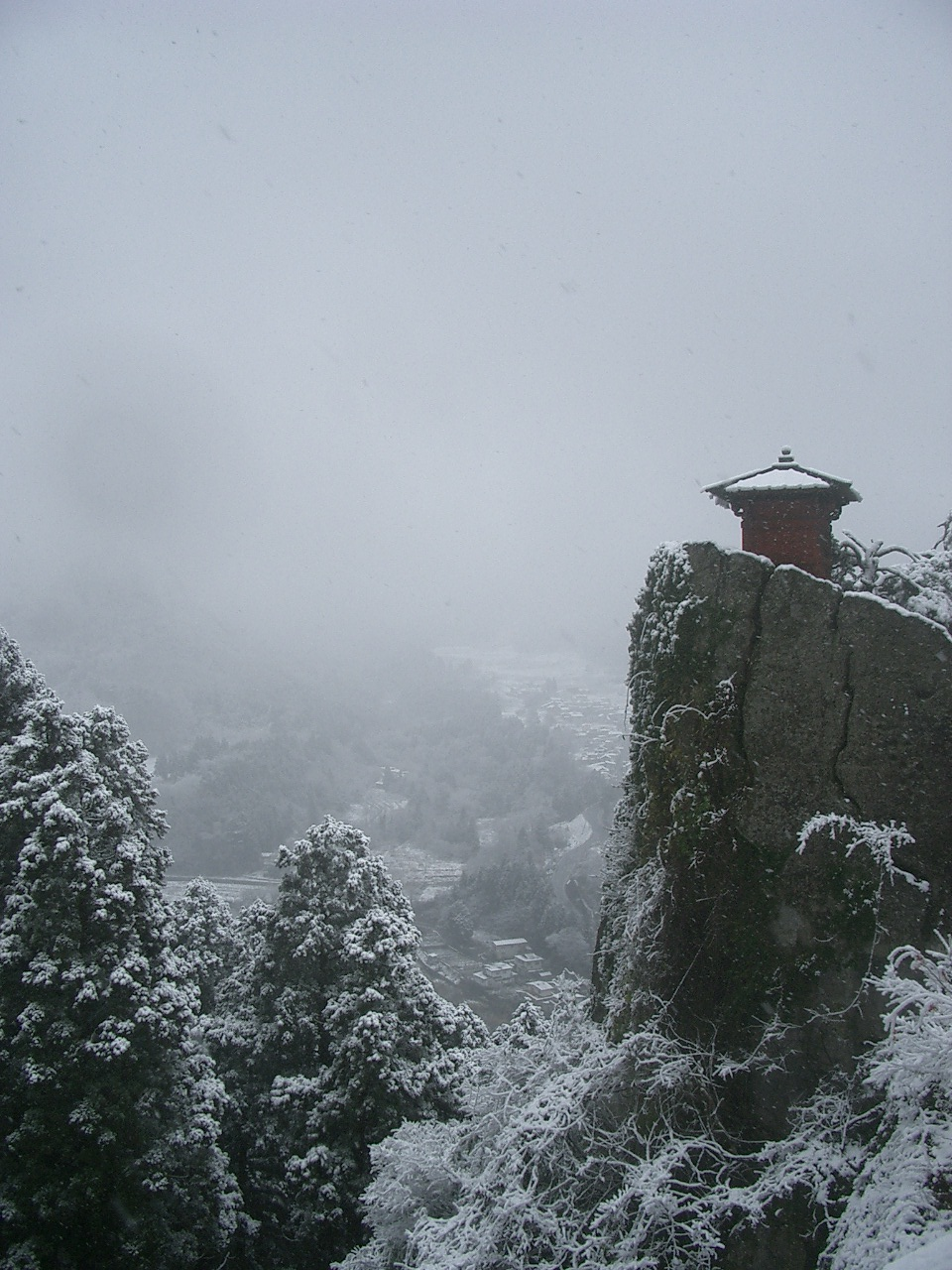
初冬之立石寺納經堂
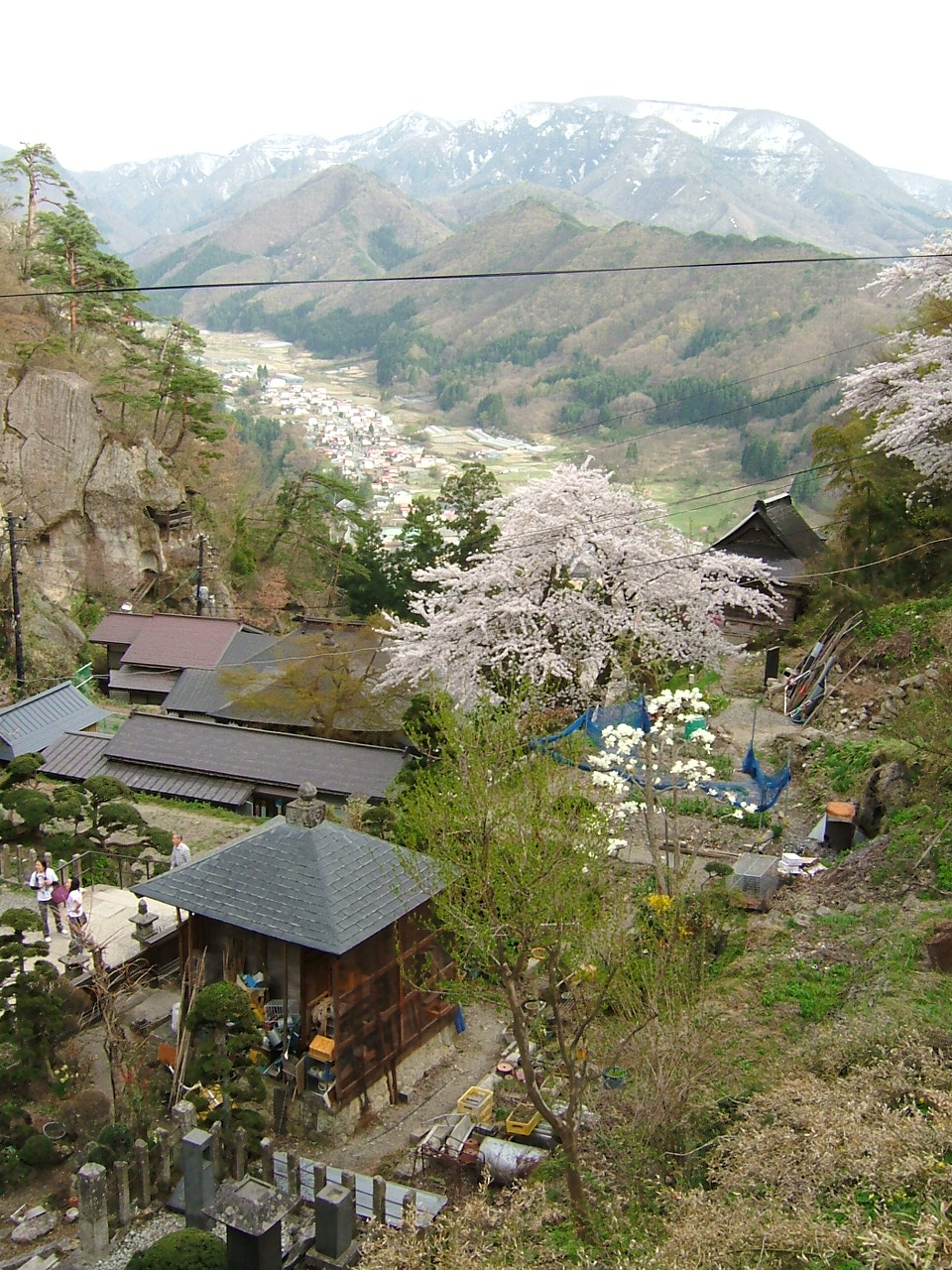
春季之参道
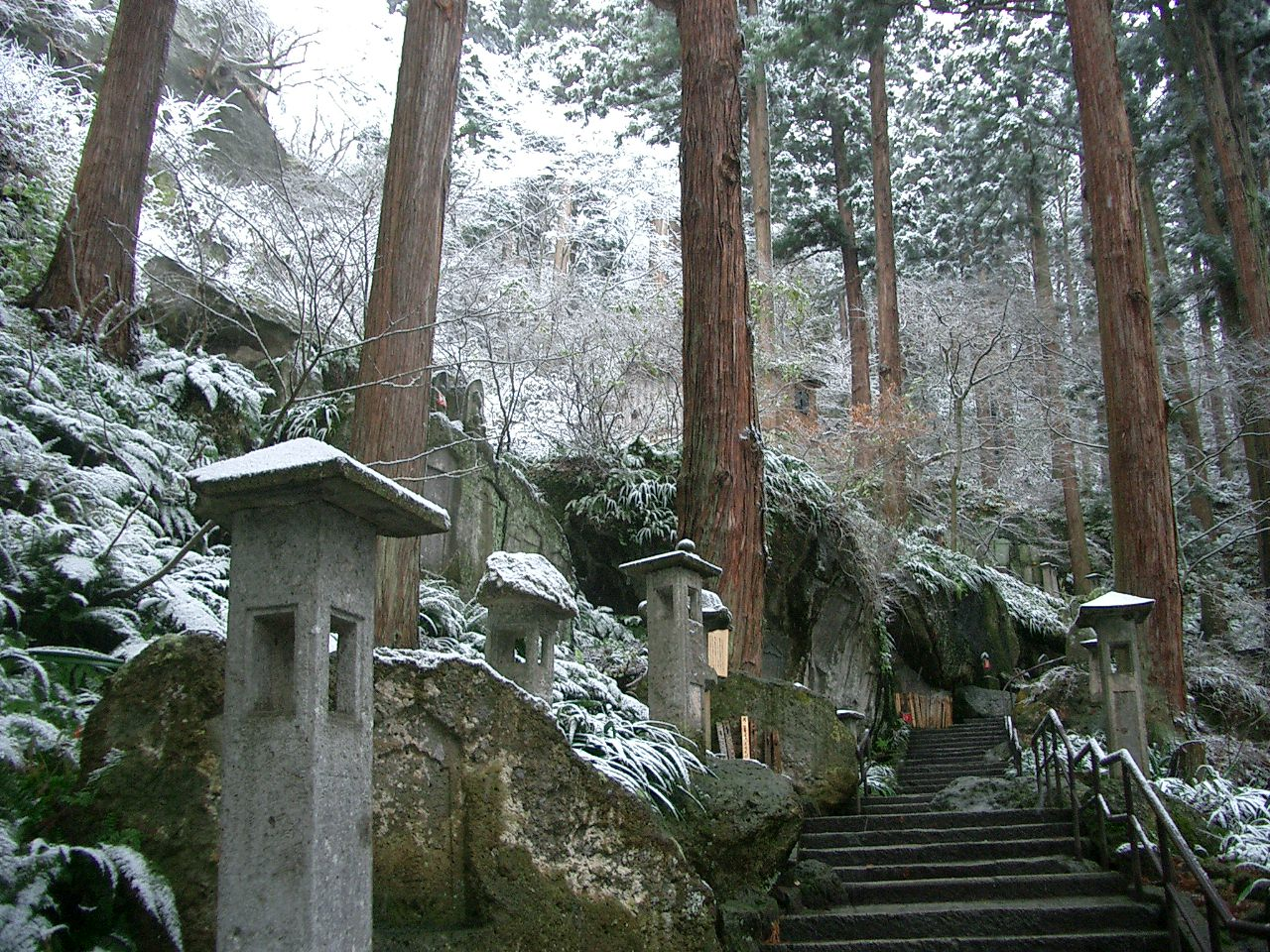
石段
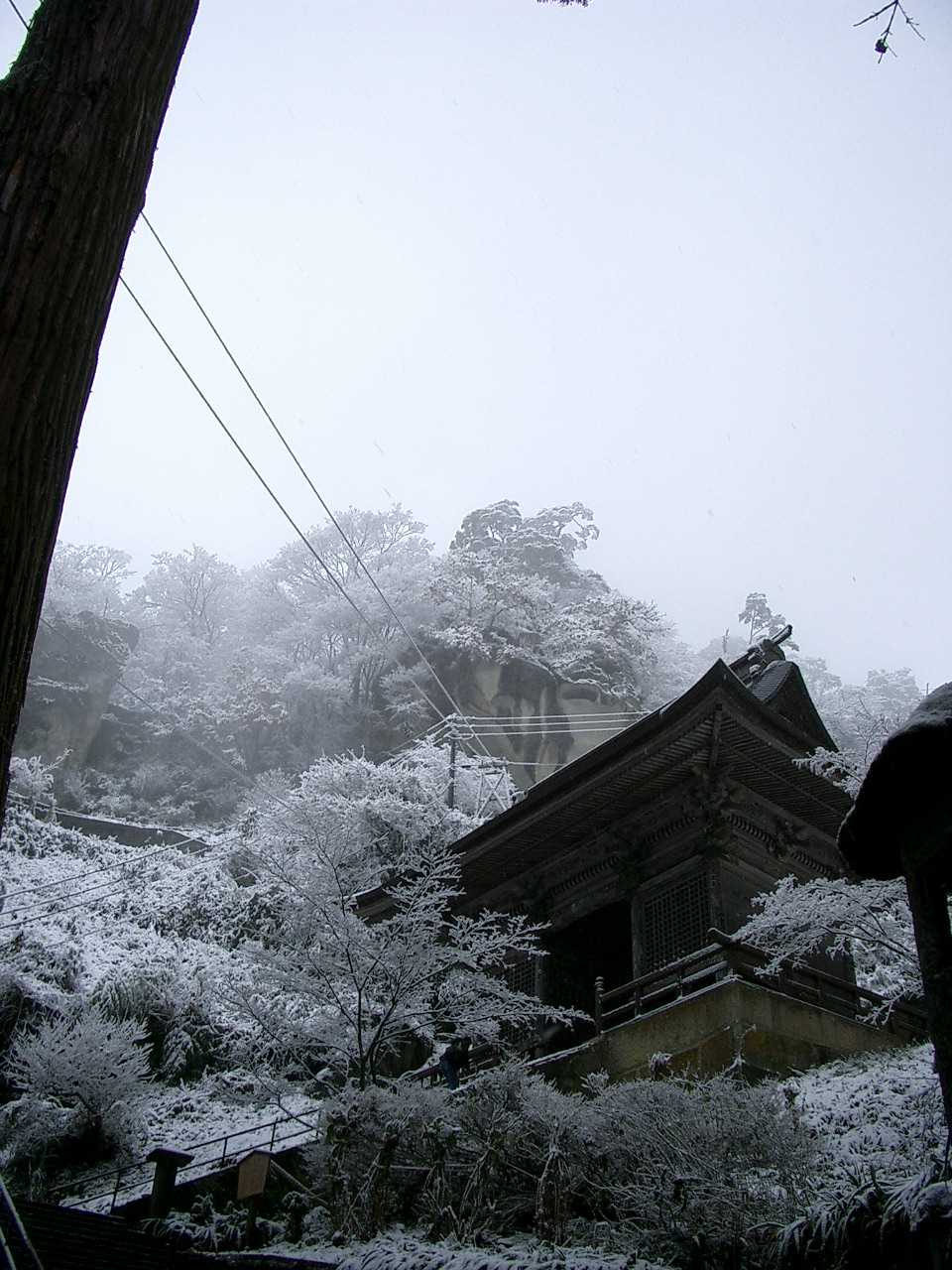
冬季之仁王門
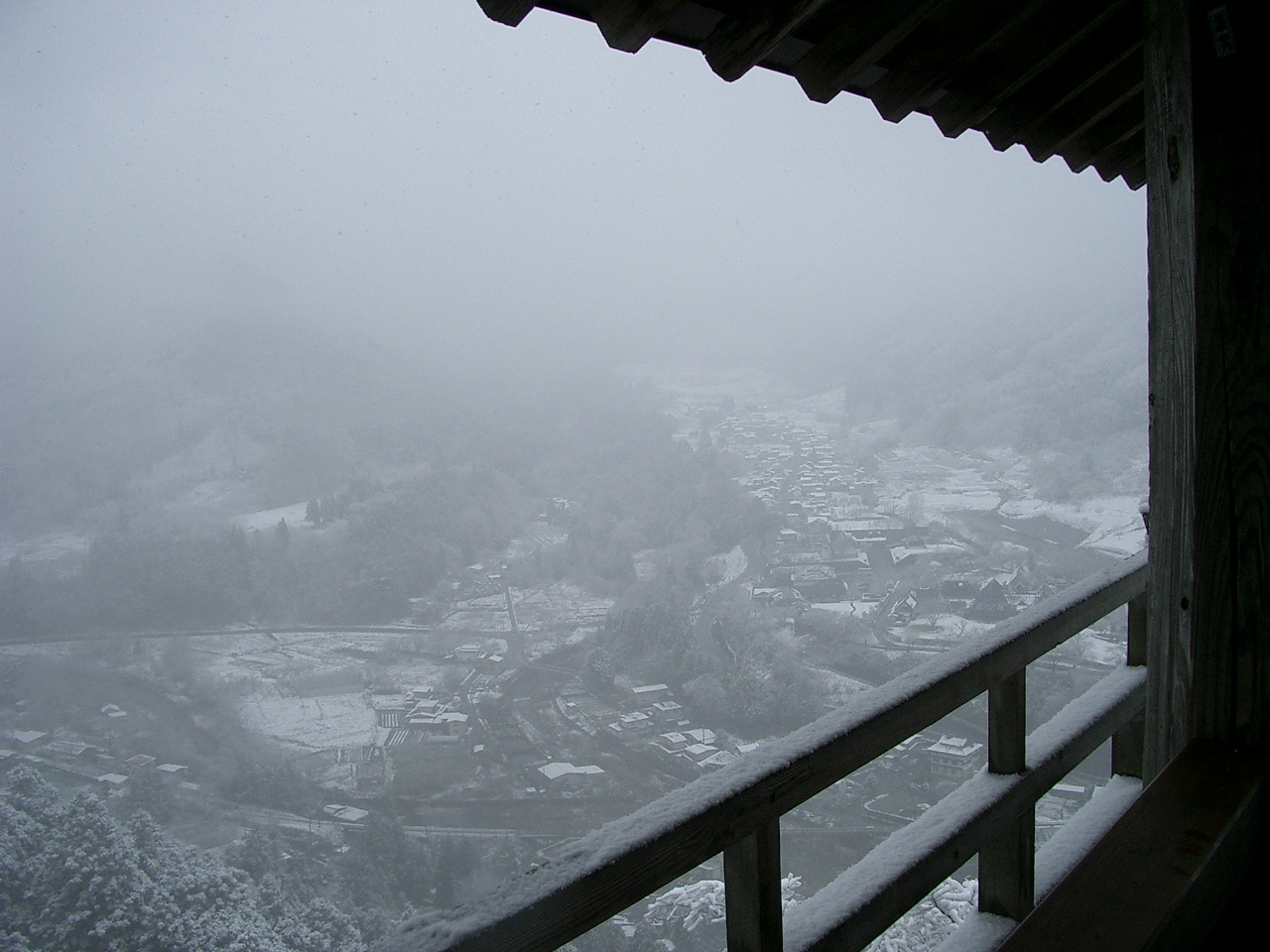
由五大堂遠眺

## 交通路線
- 由JR仙山線・山寺站徒步7分鐘可到達立石寺登山口
- 從山形自動車道・山形北IC開始約10km
- 停車場150台（收費）
- 入山門票300円（平成21年（2009年））

## 註解
1. ↑  .   [2007-08-09]. （原始内容存档于2019-12-17）.

## 外部連結
- 山寺觀光協會 （页面存档备份，存于）
- http://tsubakuro.cocolog-nifty.com/d200/2007/05/post_96d5.html （页面存档备份，存于）
- 與松尾芭蕉相遇在山寺 （页面存档备份，存于）